# 1914 w filmie
Wydarzenia filmowe w 1914 roku.

## Wydarzenia
- 2 lutego – premiera pierwszego filmu z Charlie Chaplinem Makin'a Living (Zarabiając na życie)
- 25 marca – zaczęła ukazywać się, choć nieregularnie, pierwsza niemiecka filmowa kronika tygodniowa „Eiko-Woche”.

## Premiery

### Filmy polskie
- 16 stycznia – Ubój (w jęz. jidysz)
- 3 lutego – Słodycz grzechu
- 3 marca – Tajemnica pokoju 100
- 20 marca – Fatalna godzina
- marzec – Ach, te spodnie!
- kwiecień – Wróg tanga
- 5 maja – Bóg wojny
- 15 maja – Męty Warszawy
- 25 grudnia – Niewolnica zmysłów
- Macocha (w jęz. jidysz)

### Filmy zagraniczne
- 3 stycznia w Berlinie – Aniołek (Engelein, Niemcy) – reżyseria i scenariusz: Urban Gad, zdjęcia: Axel Graatkjaer i Karl Freund, wykonawcy: Asta Nielsen, Max Landa i Alfred Kühne.
- 9 kwietnia – The World, the Flesh and the Devil (Wielka Brytania) – reż. F. Martin Thornton
- 18 kwietnia – Cabiria (Włochy) – reżyseria i scenariusz Giovanni Pastrone, zdjęcia: Segundo de Chomón, wykonawcy: Umberto Mozzato, Bartolomeo Pagano, Italia Almirante Manzini.

## Urodzili się
- 5 stycznia – George Reeves, aktor (zm. 1959)
- 14 stycznia – Harold Russell, aktor (zm. 2002)
- 24 lutego – Zachary Scott, aktor (zm. 1965)
- 25 lutego – Carroll Borland, amerykańska aktorka grozy (zm. 1994)
- 26 lutego – Robert Alda, aktor (zm. 1986)
- 2 marca – Martin Ritt, reżyser (zm. 1990)
- 2 kwietnia – Alec Guinness, aktor (zm. 2000)
- 4 kwietnia – Rosemary Lane, piosenkarka Lane Sisters, aktorka (zm. 1974)
- 16 kwietnia – John Hodiak, aktor (zm. 1955)
- 24 maja – Lilli Palmer, aktorka (zm. 1986)
- 5 czerwca – Rose Hill, aktorka (zm. 2003)
- 7 czerwca – Khwaja Ahmad Abbas, reżyser (zm. 1987)
- 18 czerwca – E.G. Marshall, aktor (zm. 1998)
- 31 lipca – Louis de Funès, aktor (zm. 1983)
- 2 sierpnia – Beatrice Straight, aktorka (zm. 2001)
- 14 sierpnia:
  - Halina Bielińska, polska reżyser i scenograf (zm. 1989)
  - Andrea Leeds, amerykańska aktorka (zm. 1984)
- 19 sierpnia – Fumio Hayasaka, japoński kompozytor (zm. 1955)
- 31 sierpnia – Richard Basehart, aktor (zm. 1984)
- 10 września – Robert Wise, reżyser (zm. 2005)
- 12 września – Desmond Llewelyn, aktor (zm. 1999)
- 1 października – Maciej Maciejewski, polski aktor (zm. 2018)
- 26 października – Jackie Coogan, aktor (zm. 1984)
- 10 grudnia – Dorothy Lamour, aktorka (zm. 1996)
- 13 grudnia – Larry Parks, aktor (zm. 1975)
- 26 grudnia – Richard Widmark, aktor (zm. 2008)
- 30 grudnia – Jo Van Fleet, aktorka (zm. 1996)